# Thunder Bay—Atikokan
Pour les articles homonymes, voir Thunder Bay.
Thunder Bay—Atikokan fut une circonscription électorale fédérale de l'Ontario, représentée de 1979 à 2004.
La circonscription de Thunder Bay—Atikokan a été créée en 1976 avec des parties de Fort William et Thunder Bay. Abolie en 2003, elle fut redistribuée parmi Thunder Bay—Rainy River et Thunder Bay—Superior-Nord.

## Géographie
En 1976, la circonscription de Thunder Bay—Atikokan comprenait:
- Une partie du territoire du district de Rainy River à l'est du 4e méridien, incluant le canton d'Atikokan
- Le sud-ouest du territoire du district de Thunder Bay, incluant le sud de la ville de Thunder Bay

## Députés
1. 1979-1984 — Paul McRae, PLC
2. 1984-1993 — Iain Angus, NPD
3. 1993-2004 — Stan Dromisky, PLC

- NPD = Nouveau Parti démocratique
- PLC = Parti libéral du Canada